# Guillaume de l'Hôpital
Hầu tước Guillaume François Antoine l'Hôpital (1661, Paris - 2 tháng 2 năm 1704, Paris) là một nhà toán học người Pháp. Tên tuổi của ông gắn liền với quy tắc l'Hôpital để tính giới hạn liên quan đến các bất định thức 0/0 và ∞ / ∞. Mặc dù quy tắc trên ban đầu không bắt nguồn từ l'Hôpital, nhưng nó xuất hiện trong ấn bản lần đầu tiên trong luận văn của ông về phép tích vi, tựa Analyse des Infiniment Petits pour l'Intelligence des Lignes Courbes. Cuốn sách này là một trình bày có hệ thống đầu tiên của phép vi phân. Một số phiên bản và bản dịch sang các ngôn ngữ khác đã được công bố và nó đã trở thành một mô hình cho phương pháp xử lý tiếp theo của giải tích.

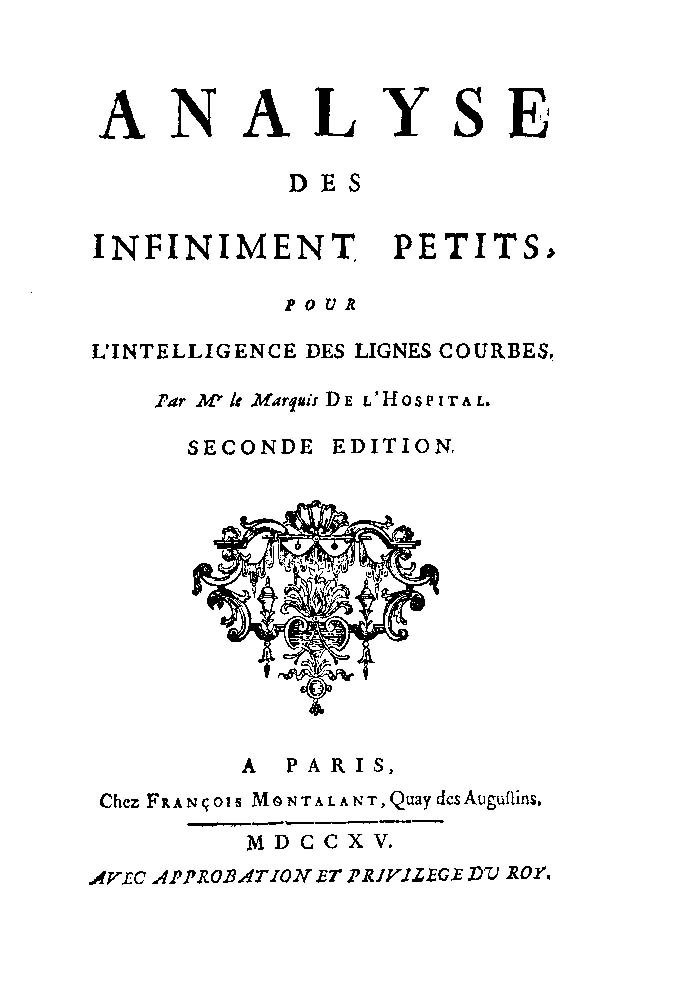
Analyse des infiniment petits pour l'intelligence des lignes courbes
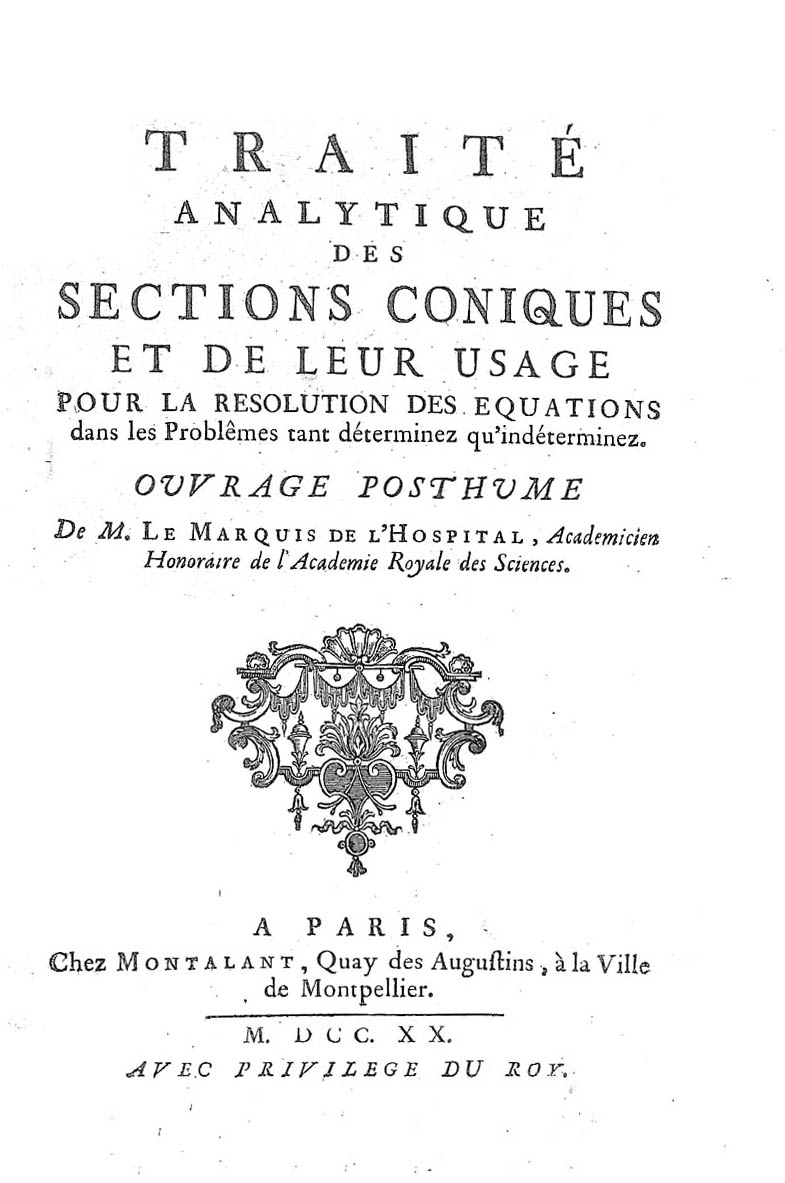
Traité analytique